# Prabhavatigupta
Prabhavatigupta, morte vers 405, est reine et régente de la dynastie Vakataka. Elle est la reine consort de Rudrasena II (en) et est régente de 385 à 405, jusqu'à la majorité de ses fils.

## Régence
Prabhavatigupta est la fille de Chandragupta II de l'empire Gupta et de Kuberanaga. Elle épouse Rudrasena II en 385. Après la mort de son mari en 390 et avec le soutien de son père, elle devient régente, pour ses jeunes fils, Divakarasena, Damodarasena (en) et Pravarasena II (en), pendant vingt ans,. 
Elle a également une fille qui a commandité la construction d'un temple à son honneur durant le règne de Pravarasena II.